# Dr. Fejes András Sport- és Rendezvénycsarnok
A Dr. Fejes András Sport- és Rendezvénycsarnok egy magyarországi sportintézmény Gyöngyös városában. Korábbi neve Gyöngyös Városi Sportcsarnok.

## Története

### Tervezés és építés

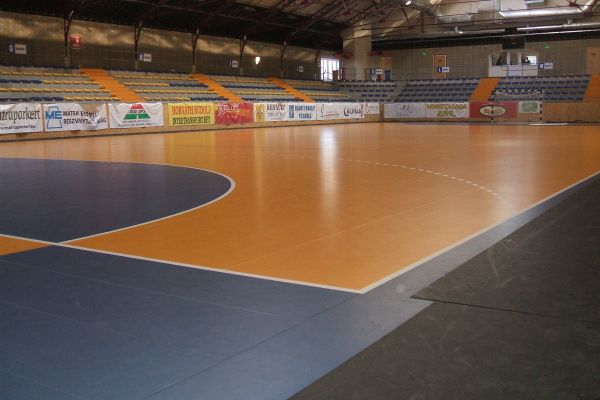
A sportcsarnok belülről

A csarnok építésekor Gyöngyösön egykor laktanyaként működő annak területén található volt lovardát használták alapként. A 60 cm-es falak és az országosan is egyedülálló tetőtartó szerkezet „további szolgálóként” megmaradt az új kor számára, hozzá épült a jobb és bal szárnyon látható 2-2 pénztár és ruhatár egység, valamint középen a média számára akár élő közvetítésekre is alkalmas, galéria és emeleti helységek. A sportcsarnok átadását követően név nélkül üzemelt a komplexum, majd 2015 szeptemberében, mintegy nyolc évvel a csarnokavató után sikerült az intézménynek nevet találni. A névadó ünnepséget követően a létesítmény Dr. Fejes András kétszeres világbajnok, ötszörös Európa-bajnok parasportoló, Gyöngyös város díszpolgárának nevét viseli a továbbiakban.

## Technikai paraméterek
- 400 fős állóhely
- 1100 ülőhely
- 8 öltöző
- 2 sport kivetítő
- orvosi doppingszoba
- 180 m2-es fitness terem
- a küzdőtéren található nemzetközi méretű pályák :

1. kézilabda
2. röplabda
3. kosárlabda
4. tenisz
5. teremfutball
6. tollaslabda
7. és egyéb más teremben űzhető játékok

## Külső hivatkozások
- Gyöngyösi Sportfólió Kft.
- Gyöngyös város hivatalos honlap